# Burg Hofzumberge

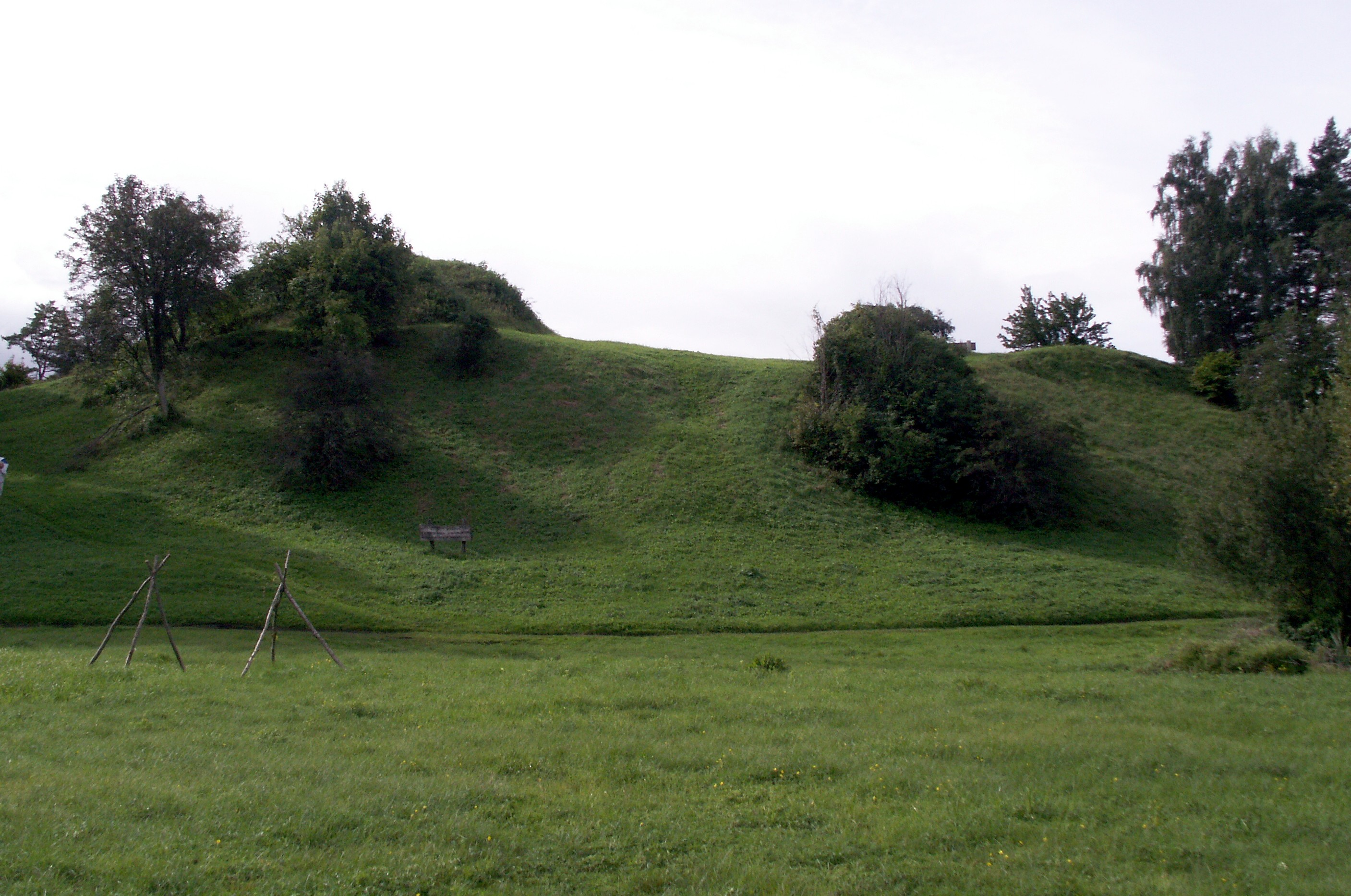
Lage der Ordensburg

Die Ordensburg Hofzumberge (lettisch Kalnamuiža) war eine Burg der livländischen Komtur Dobeln, später Burg des Herzogtums Kurland und Semgallen. Die Burg wurde im 14. Jahrhundert an der Grenze zwischen Semgallen und Litauen erbaut, um vor litauischen Einfällen zu schützen. Bis heute befinden sich die Überreste der südöstlichen, südwestlichen und nordwestlichen Mauern der Burg in einer Höhe von 7 bis 8 Metern in Tērvete.

## Geschichte

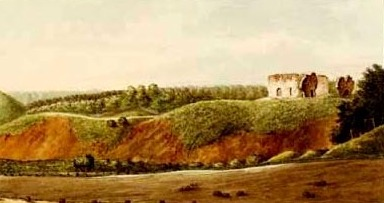
Hofzumberge 1830 nach dem sog. Paulucci-Album

Beim heutigen Tērvete errichtete der Livländische Orden drei Burgen nahe beieinander: die Holzburg Heiligenberg, die Burg Hofzumberge und die Burg Terweten. Denn bei Tērvete war es mehrfach zu Kämpfen zwischen den Semgallen und den Ordensrittern gekommen. Eine ältere kurische Burg Terweten soll näher an Hofzumberge gelegen haben, und zwar am Nordwestende des Höhenzuges, auf dem die Ruine Hofzumberge steht. Dort ist ein langer Erdwall, der sogenannte Zuckerhut, erhalten.
Am 10. April 1560 verschrieb Ordensmeister Gotthard Kettler „das Haus oder Schloss Doblen, den Hof zum Berge und den Hof zur Autze“ an Thies von der Recke, der nachmals im Hof zum Berge einen Amtmann einsetze. 1576 gelangte die Burg Hofzumberge wieder in den Besitz von Herzog Gotthard, der sie zum Schloss umbauen ließ. Am 21. Mai 1596 wurde auf Hofzumberge der Vertrag über die Teilung des Herzogtums zwischen den Brüdern Friedrich Kettler und Wilhelm Kettler, Gotthards Söhnen, unterzeichnet.
Das Schloss soll, obgleich es schon im 16. Jahrhundert als „Ruine“ bezeichnet wurde, noch am Ende des 17. Jahrhunderts benutzt worden sein. Während des Großen Nordischen Krieges belagerten schwedische Truppen unter König Karl XII. im August 1701 die Burg. Kurz nachdem das Herzogtum 1795 vom Russischen Reich annektiert worden war, übergab Zar Paul I. Hofzumberge 1798 an General Peter von Pallen, dessen Familie das Anwesen bis zur Agrarreform in den 1920er Jahren gehörte.

## Beschreibung
Burg Hofzumberge wurde auf einem Dolomitfelsen am zehn Meter hohen Ufer der Tērvete nahe der Mündung des Loxtenbachs erbaut. Die Burg wurde von einem 16 Meter breiten und drei Meter tiefen Graben aus dem Norden bewacht.
Es ist unklar, ob es sich bei den erhaltenen Mauerresten um Burg Terweten oder um Burg Hofzumberge handelt.